# Danmarks Flymuseum

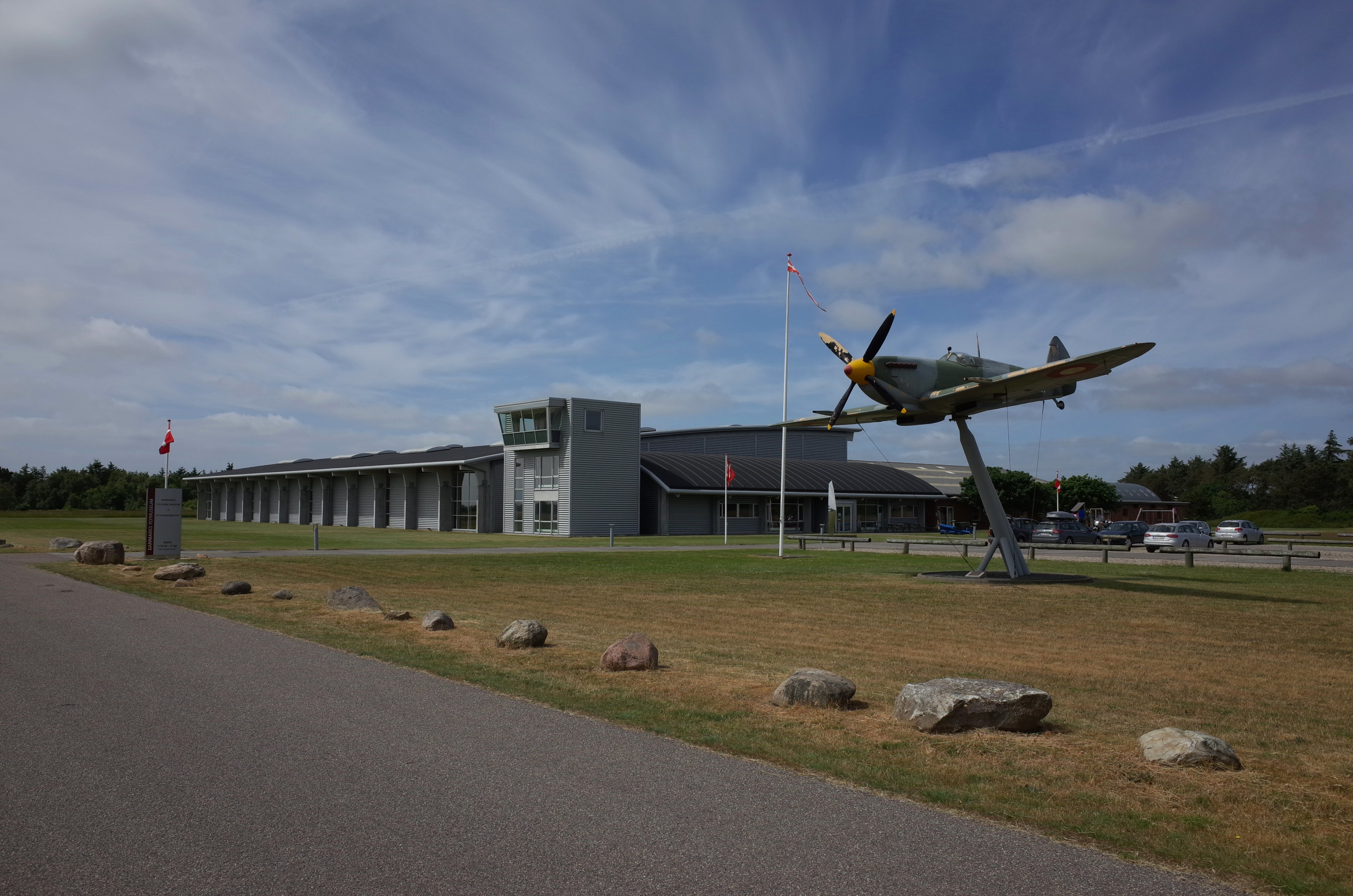
Spitfire am Eingang zum Museum

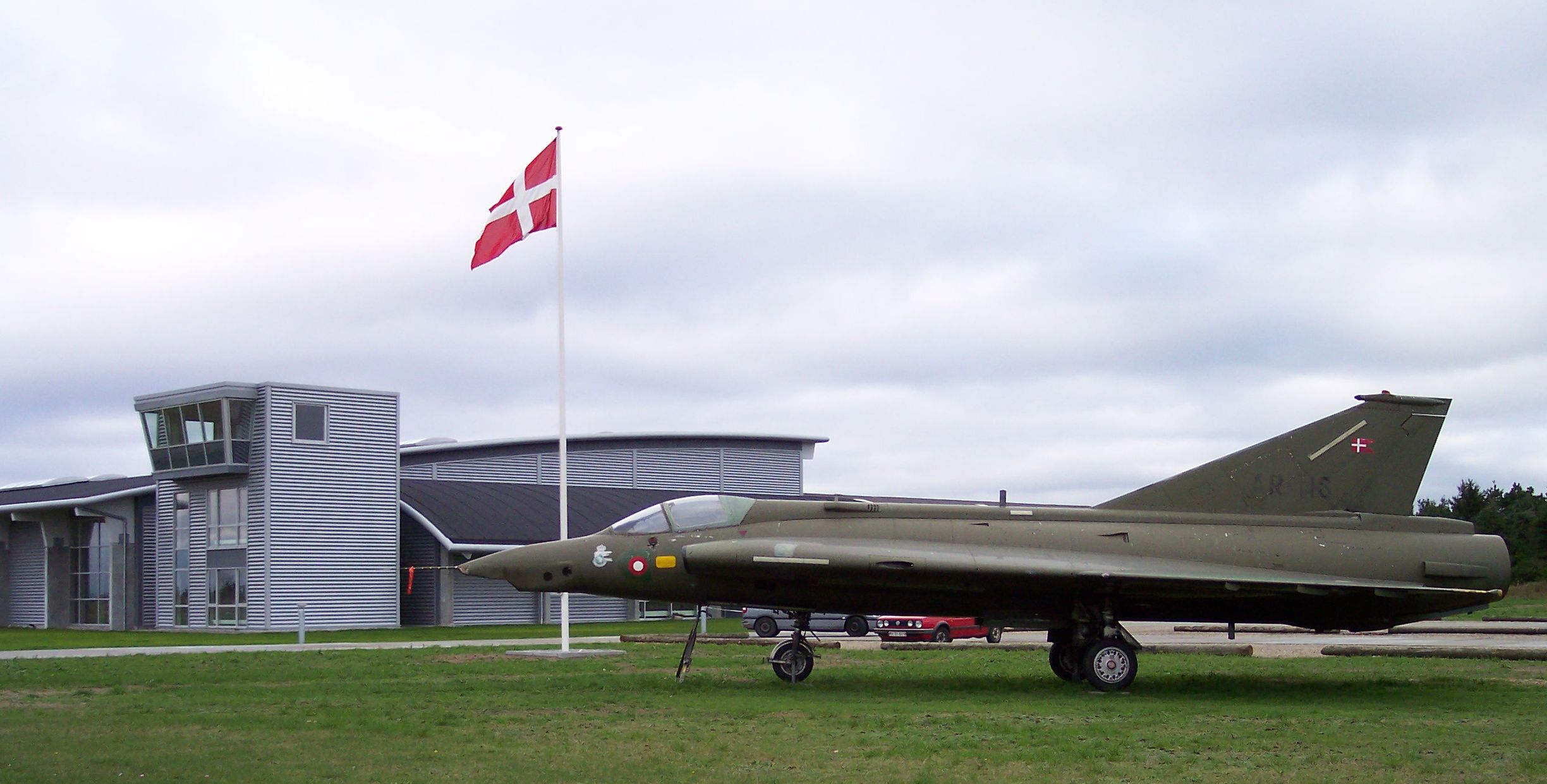
Die neue Halle der Dansk Veteranflysamling. In dieser hat die Saab RF-35 Draken ihren neuen Standort.

Das Danmarks Flymuseum, Dänemarks „fliegendes“ Museum & Luftwaffenmuseum, ist ein Flugzeugmuseum im dänischen Skjern, Ortsteil Stauning (an der Westküste von Jütland). Das Museum hat eine umfangreiche Sammlung historischer Flugzeuge Skandinaviens.

## Geschichte
Das Museum wurde am 19. April 1975 von Mitgliedern des KZ & Veteranenflugzeug Club (KZ = Konstrukteure V. Kramme und K.G. Zeuthen) gegründet. 1977 konnten 150.000 Kronen gesammelt werden, für die man vom Flughafen Stauning ein Grundstück erwarb. Bereits zum Ende des Jahres konnte eine 1448 m² große Halle fertiggestellt werden. 1981 wurde ein Trakt mit Sozialräumen und einer Werkstatt fertiggestellt und das Museum wurde für Besucher geöffnet. Eine zweite Halle gleicher Größe wurde am 20. April 1991 eingeweiht. Dieser Bau war vom Landkreis Ringköping, von den Stadtverwaltungen von Skjren, Egvad und Ringkøbing sowie vielen Unternehmen und Privatleuten finanziell unterstützt worden.
Am 12. September 2006 wurde eine 3. Halle mit insgesamt 3000 m² und einem repräsentativen Eingangsbereich eröffnet. Die Baukosten beliefen sich auf insgesamt 16,2 Millionen dänische Kronen.

## Exponate
Die Sammlung zeigt alle 11 KZ Flugzeugtypen, die zwischen 1937 und 1953 von den Konstrukteuren V. Kramme und K. G. Zeuthen entworfen und bei der Skandinavisk Aero Industri A/S (SAI) gebaut wurden. Insgesamt werden über 50 Flugzeuge ausgestellt, von denen zurzeit 16 flugfähig sind. Einmal jährlich werden diese Exponate im Rahmen einer Flugshow vorgeführt.

### Segelflugzeuge
- Doppelraab
- Scheibe Mü 13 E Bergfalke I
- B-Spatz

### Propellerflugzeuge
- Bücker Bü 181 Bestmann
- Consolidated PBY-6A Catalina
- Douglas C-47A Dakota
- Supermarine Spitfire HF MK.IXE
- Supermarine Spitfire HF MK.IXE

### Strahlflugzeuge
- Gloster Meteor F.Mk.8
- Lockheed F-104G
- Lockheed T-33A
- Republic F-84G

### Hubschrauber
- Hughes 500M Cayuse
- Sikorsky S-55C
- Sikorsky S-61A Sea King